# Rush County, Kansas
Rush County är ett administrativt område i delstaten Kansas, USA, med 3 307 invånare. Den administrativa huvudorten (county seat) är La Crosse.

## Geografi
Enligt United States Census Bureau har countyt en total area på 1 861 km². 1 860 km² av den arean är land och 1 km² är vatten.

### Angränsande countyn
- Ellis County - norr
- Russell County - nordost
- Barton County - öst
- Pawnee County - söder
- Ness County - väst

### Orter
- Alexander
- Bison
- La Crosse (huvudort)
- Liebenthal
- McCracken
- Otis
- Rush Center
- Timken